# Hoar Stone

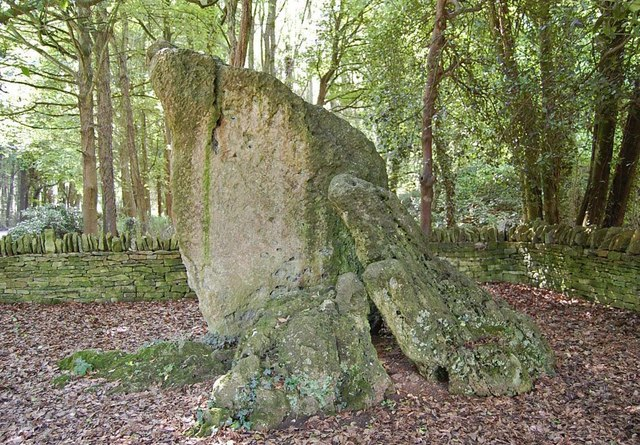
Hoar Stone

Das Kammergrab Hoar Stone (auch „Enstone Hoar Stone“ oder Monument No. 450399 genannt) liegt zwischen Neat Enstone und Fulwell, wo die B4022 (Charlbury Road) auf die Cors Lane trifft, in Oxfordshire in England. Hoar Stone (fälschlich auch als Portal Tomb bezeichnet) steht nur wenige Meter von der Cors Lane in der Enstone-Plantage. Der Dorfname Enstone stammt von Entastan, Stein eines (lokalen) Riesen.
Die Überreste des neolithischen Kammergrabes (englisch chambered tomb) bestehen aus drei aufrecht stehenden Steinen. Der größte ist der fast 3,0 m hohe „the Old Soldier“ (deutsch „der alte Soldat“). Er ist Teil eines Bogens, der nach Osten zeigt, und hat zu seinen Füßen weitere zerbrochenen Platten, die möglicherweise Teile eines Decksteins sind. Als O. G. S. Crawford (1886–1957) im Jahre 1925 das Grab aufsuchte, waren sechs Steine sichtbar, die auf den Resten eines Erdhügels standen. Die Reste des Hügels sind seit dem 19. Jahrhundert verschwunden.
Eine lokale Legende besagt, dass die Steine zu ihren Plätzen zurückkehren, wenn jemand versucht, sie zu bewegen, und dass der alte Soldat in einer Sommernacht in das Dorf geht, um zu trinken. Der Begriff „Hoar“, der auch für mehrere andere Denkmäler gilt, stammt wahrscheinlich von der Göttin Hoeur.
Die etwa namensgleichen Hoarstones bilden einen Steinkreis in Chirbury und Brompton in Shropshire. Hoar Stone heißen ein Longbarrow westlich von Cirencester in Gloucestershire und ein Kammergrabrest bei Stepple Barton in West Oxfordshire.